# Susana López Rubio
Susana López Rubio (Madrid 1978) es una guionista y novelista española.
Ha trabajado bastantes años como guionista de televisión, destacando su adaptación a televisión (2013) de la novela El tiempo entre costuras. Fue la creadora de la serie de TVE Acacias 38 (2015) y también participó en el guion de series como Policías: en el corazón de la calle, Hospital Central, La chica de ayer y Física o química. 
En cine, ha sido coguionista de la película Cómo sobrevivir a una despedida y del cortometraje Juan y la nube que fue galardonado con el Premio Goya al Mejor Cortometraje de Animación de 2015.
Ha escrito dos libros infantiles: La mejor familia del mundo y Martín en el mundo de las cosas perdidas. Su primera incursión en la novela fue El Encanto, publicada en 2017 que recoge la vida de los históricos grandes almacenes de La Habana, denominados Almacenes El Encanto, fundado a finales del siglo XIX por dos emigrantes asturianos a Cuba. El origen de esta novela, se encuentran en los viajes que Susana realizó a Cuba con sus padres, que trabajaban en la compañía aérea Aviaco y en una amiga de su madre que le habló de unos grandes almacenes muy famosos de La Habana. Los derechos de esta obra han sido vendidos a seis países para su traducción y se negociado su adaptación a televisión. En 2019, publicó su segunda novela Flor de sal.
Forma parte del equipo de docentes del Máster Universitario en Cine y Televisión de la Universidad Carlos III de Madrid y DAMA.